# Saint-Frédéric
Pour les articles homonymes, voir Frédéric.
Saint-Frédéric est une municipalité de paroisse du Québec située dans la municipalité régionale de comté de Beauce-Centre en Chaudière-Appalaches. Un aéroport se situe dans le village.

## Histoire
C’est vers 1800 que les premiers colons s'établissent sur l’actuel territoire de Saint-Frédéric, qui faisait alors partie de celui de Saint-Joseph-de-Beauce. La municipalité fut érigée canoniquement le 7 juillet 1851 et civilement en avril 1856 sous le nom de Saint-Frédéric, à la mémoire du premier curé et fondateur de la paroisse, Frédéric Caron.
L'archevêque Louis-Albert Vachon est natif de cette paroisse.

### Chronologie
- 28 août 1856 : Érection de la paroisse de Saint-Frédéric de Beauce.
- 15 mars 1969 : La paroisse de Saint-Frédéric de Beauce devient la paroisse de Saint-Frédéric.

## Géographie
La municipalité de Saint-Frédéric est située en Beauce à proximité de la ville de Saint-Joseph-de-Beauce et à l'ouest de la rivière Chaudière, bien que non adjacente à celle-ci. Saint-Frédéric est limitrophe de Saint-Séverin au nord, de Vallée-Jonction au nord-est, de Saint-Joseph-des-Érables à l'est, de Saint-Jules au sud-est, de Tring-Jonction au sud et de Sacré-Coeur-de-Jésus à l'ouest.
La ville est aussi traversée par les routes 112 et 276. D'une longueur de 318 kilomètres, la route 112 relie Montréal à Frampton et la route 276 relie Saint-Frédéric à Lac-Etchemin sur une longueur de 46 kilomètres.

### Hydrographie
Deux rivières du bassin de la rivière Chaudière coulent sur le territoire de la municipalité :
- à partir de son crénon a l'ouest de la municipalité, la rivière des Fermes traverse la municipalité vers le nord-est,
- à partir de son crénon au nord de la municipalité, la rivière Cliche coule vers l'est.

## Démographie
| 1861  | 1871  | 1881  | 1891  | 1901  | 1911  |
| ----- | ----- | ----- | ----- | ----- | ----- |
| 1 051 | 1 765 | 1 801 | 1 814 | 1 814 | 1 710 |

| 1921  | 1931  | 1941  | 1951  | 1956  | 1961  |
| ----- | ----- | ----- | ----- | ----- | ----- |
| 1 189 | 1 113 | 1 306 | 1 032 | 1 003 | 1 056 |

| 1966 | 1971 | 1976 | 1981  | 1986  | 1991  |
| ---- | ---- | ---- | ----- | ----- | ----- |
| 938  | 940  | 900  | 1 023 | 1 044 | 1 008 |

| 1996  | 2001  | 2006  | 2011  | 2016  | 2021  |
| ----- | ----- | ----- | ----- | ----- | ----- |
| 1 006 | 1 087 | 1 049 | 1 085 | 1 044 | 1 065 |

## Administration
Les élections municipales se font en bloc pour le maire et les six conseillers.
| Saint-Frédéric Maires depuis 2002                                                                                    |                   |         |          |
| Élection | Maire             | Qualité | Résultat |
| 2002 | Henri Gagné       |         | Voir     |
| 2005 | Henri Gagné       | Voir    |          |
| 2009 | Henri Gagné       | Voir    |          |
| 2013 | Henri Gagné       | Voir    |          |
| 2017 | Martin Nadeau     |         | Voir     |
| 2021 | Micheline Grenier |         | Voir     |
| Élection partielle en italique Depuis 2005, les élections sont simultanées dans toutes les municipalités québécoises |                   |         |          |

## Patrimoine
Le site patrimonial de l'Église-de-Saint-Frédéric est cité depuis le 5 mai 2008. Il comprend l'église de Saint-Frédéric, érigée entre 1858 et 1861, ainsi que son cimetière. Un calvaire s'y trouve.

## Jumelage
- Mareuil (France) depuis 2012[11]